# Filip Melzer
Filip Melzer (* 28. května 1975) je český právník, civilista a právní teoretik věnující se především oblastem práva závazkového a právní metodologie. Je považován za jednoho z největších odborníků na nový občanský zákoník.
Působí jako docent na katedře soukromého práva a civilního procesu Právnické fakulty Univerzity Palackého v Olomouci a také jako advokát. Za vlády Petra Nečase byl zaměstnán jako náměstek pro justici ministra spravedlnosti Jiřího Pospíšila. Je členem pracovní komise pro soukromé právo Legislativní rady vlády. Významnou měrou se podílel na rekodifikaci českého občanského práva členstvím v kodifikační komisi Ministerstva spravedlnosti pro přípravu nového občanského zákoníku. Spolu s docentem Petrem Téglem tvoří hlavní autorské duo odborně oceněnovaného komentáře k občanskému zákoníku.

## Biografie

### Studium a akademická dráha
Filip Melzer po absolutoriu na brněnském Gymnáziu Křenová nastoupil na Právnickou fakultu Masarykovy Univerzity v Brně – obor právo a právní věda. Ve studiu právní metodologie a soukromého práva pokračoval na Univerzitě Viadrina ve Franfurktě nad Odrou a Vídeňské univerzitě. Zahraniční postgraduální studium (LL.M.) absolvoval na Univerzitě v Pasově a české postgraduální studium na Masarykově Univerzitě, a to v oboru občanské právo – ten se stal i oborem jeho habilitace v roce 2015 na Právnické fakultě Univerzitě Palackého v Olomouci, na které přednáší a vede seminární výuku. Při téže instituci zastával mezi lety 2008 a 2010 funkci proděkana pro modernizaci studia vedoucí ke genezi nové koncepce studia práva zdůrazňující roli soukromého práva. Od této doby je olomoucká fakulta nejvíce civilisticky orientovanou právnickou fakultou v České republice.

### Další právnické působení
V rámci své profesní dráhy se věnuje mj. od roku 2013 advokacii. Nějaký čas tak činil i v renomované advokátní kanceláři Havel & Partners. V letech 2007–2012 se v kodifikační komisi Ministerstva spravedlnosti spolupodílel na rekodifikaci českého občanského práva, počátkem roku 2015 usednul do obdobně zaměřené komise na i Slovensku. Činný byl i justici – u Ústavního soudu a Nejvyššího správního soudu byl zaměstnán coby asistent soudce. Soudce i školí v rámci Justiční akademie. Pravidelně publikuje v právnických časopisech a sám je autorem několika odborných monografií. S Petrem Bezouškou (rovněž z PF UP) připravují právní podcast Judikatúra zaměřený především na rozbor kontroverzních soudních rozhodnutí.

### Pedagogická činnost
Na Právnické fakultě Univerzity Palackého v Olomouci je zařazen jako docent na katedře soukromého práva a civilního procesu (vedoucí Ivo Telec). Garantuje několik povinných a povinně volitelných předmětů v oblastech občanského práva a teorie práva.

### Ocenění
Velký komentář k občanskému zákoníku – k jehož hlavním autorům patří – nese ocenění nejlepší právnické publikace roku 2018, ceny udělované na akci Karlovarské právnické dny. Téhož roku obdržel i medaili Antonína Randy udělovanou Jednotou českých právníků za významný přínos při tvorbě práva a aktivní působení při jeho zavádění do praxe. V roce 2020 získal Filip Melzer cenu Václava Mandáka zaštiťovanou Českou advokátní komorou za nejlepší odborný článek.

## Publikační činnost
- JEŘÁBKOVÁ, L., MELZER, F., RONOVSKÁ, K. Jak správně koupit, prodat, pronajmout dům či byt. Brno: ERA, 2004, 141 s.

- MELZER, Filip. Právní jednání a jeho výklad. Brno: Václav Klemm - Vydavatelství a nakladatelství, 2009, 218 s.

- MELZER, Filip. Metodologie nalézání práva. Úvod do právní argumentace. Praha: C. H. Beck, 2011, 276 s.

- MELZER, F., TÉGL, P. a kol. Občanský zákoník – velký komentář. Svazek I. § 1–117. Praha: Leges, 2013, 720 s.

- MELZER, F., TÉGL, P. a kol. Občanský zákoník – velký komentář. Svazek III. § 419–654 a související společná a přechodná ustanovení. Praha: Leges, 2014, 1234 s.

- MELZER, F., TÉGL, P. a kol. Občanský zákoník – velký komentář. Svazek IV. § 655-975. Praha: Leges, 2016, 2064 s.

- HAPLA, M., HLOUCH, L., HORÁK, O., MELZER, F., OSINA, P., ROSENKRANZOVÁ, O. Praktikum z právní metodologie. Praha: Leges, 2017, 112 s.

- MELZER, F., TÉGL, P. a kol. Občanský zákoník – velký komentář. Svazek IX. § 2894-3081. Praha: Leges, 2018, 1696 s.

- MELZER, F., TÉGL, P. a kol. Občanský zákoník – velký komentář. § 2716-2893. Praha: C. H. Beck, 2021, 1494 s.

- MELZER, F., TÉGL, P. a kol. Občanský zákoník – velký komentář. § 1475-1720. Praha: C. H. Beck, 2024, 1508 s.